# Motivbündel
Motivbündel bezeichnet im deutschen Strafrecht die Kombination mehrerer Motive für eine Tat in der Vorstellung des Täters. Der Täter hat also mehrere Antriebe für die Tat.
Wo im Strafrecht ein bestimmtes Motiv (z. B. „Habgier“ bei §211 StGB oder „Verwirrung, Furcht oder Schrecken“ bei §33 StGB) erforderlich ist, um ein Tatbestandsmerkmal zu verwirklichen oder eine Rechtfertigung bzw. Entschuldigung auszulösen, schadet ein Motivbündel meist nicht, solange das tatbestandliche Motiv von den anderen nicht absolut dominiert und damit verdrängt wird. 
Beispielsweise ist die Tötung eines Menschen selbst dann ein Habgiermord, wenn die Habgier nur ein mitbestimmender Antrieb (neben beispielsweise Zorn, Wut, Hass oder Eifersucht) für die Tat war.